# Campeonato Paranaense de Futebol de 1921
O Campeonato Paranaense de 1921 foi a sétima edição do campeonato estadual, pela quinta vez o artilheiro foi Joaquim Martim do Britânia SC, e a equipe do Britânia Sport Club conquistou o tetracampeonato estadual, sobre o Palestra Itália, mas uma vez o campeonato terminou em outro ano, mais tardio ainda que os anteriores, em Fevereiro de 1922, e teve oito equipes participantes. O 4° Torneio Inicio teve como campeão o Coritiba Foot Ball Club, no dia 3 de Abril e todos os participantes foram de Curitiba. 

O Internacional Futebol Clube primeiro campeão paranaense, se fundiu com o Centro Hípico Paranaense formando o então Internacional Sport Club e o Esperança participou apenas da primeiro turno do campeonato.

## Clubes Participantes
| Equipe                        | Cidade   | Região                           | No ano anterior | Estádio | Capacidade | Títulos             | Participações |
| ----------------------------- | -------- | -------------------------------- | --------------- | ------- | ---------- | ------------------- | ------------- |
| América                       | Curitiba | Região Metropolitana de Curitiba | Sétimo Lugar    | --      | --         | 0 (não possui)      | 5             |
| Britânia Sport Club           | Curitiba | Região Metropolitana de Curitiba | Campeão         | --      | --         | 3 (1918, 1919,1920) | 7             |
| Coritiba Foot Ball Club       | Curitiba | Região Metropolitana de Curitiba | Vice Campeão    | --      | --         | 1 (1916)            | 7             |
| Internacional Futebol Clube   | Curitiba | Região Metropolitana de Curitiba | Quinto Lugar    | --      | --         | 1 (1915)            | 6             |
| Paraná Sport Club             | Curitiba | Região Metropolitana de Curitiba | Quarto Lugar    | --      | --         | 0 (não possui)      | 4             |
| Esperança Esporte Clube       | Curitiba | Região Metropolitana de Curitiba | Sexto Lugar     | --      | --         | 0 (não possui)      | 2             |
| Savóia Futebol Clube          | Curitiba | Região Metropolitana de Curitiba | Não participou  | --      | --         | 0 (não possui)      | 2             |
| Palestra Itália Futebol Clube | Curitiba | Região Metropolitana de Curitiba | Estreante       | --      | --         | 0 (não possui)      | 1             |

- 1° Lugar Britânia Sport Club
- 2° Lugar Palestra Itália Futebol Clube
- 3° Lugar Coritiba Foot Ball Club
- 4° Lugar Savoia Futebol Clube
- 5° Lugar Internacional Sport Clube
- 6° Lugar Paraná Sport Club
- 7° Lugar América Futebol Clube (Paraná)
- 8° Lugar Esperança Esporte Clube

## Regulamento
Campeonato com dois turnos e um torneio inicio.

## Campeão
| Campeonato Paranaense de 1921 |
| ----------------------------- |
| Britânia Sport Club 4° Título |